# Giffoni Valle Piana
Giffoni Valle Piana är en ort och kommun i provinsen Salerno i regionen Kampanien i Italien. Kommunen hade 11 899 invånare (2017).